# Daunus (roi des Rutules)
Daunus, roi des Rutules d'Ardée, est, dans l'Énéide de Virgile, le père de Turnus, ennemi d’Énée qui le tue à la fin du chant XII. De son épouse, la nymphe Vénilia, il eut également la nymphe Juturne. Il est le frère d'Amata, femme du roi Latinus et mère de Lavinia, épouse d'Énée.
Virgile donne peu d'indications sur ce Daunus. Il est difficile de savoir si, dans son esprit, c'est le même personnage que Daunos, roi et éponyme des Dauniens d'Apulie, ou un homonyme. La Daunie est loin du Latium ; on notera cependant que Virgile fait de Messapus – dont le nom rappelle celui des Messapes, voisins des Dauniens – un allié de Turnus ; mais il déclare que Messapus est étrusque. Par ailleurs, il existe des traditions anciennes qui situent des Dauniens dans le Latium ou qui envoient Diomède, le héros grec devenu le gendre de Daunos, dans le Latium.